# Region soudržnosti Severovýchod
Severovýchod je region soudržnosti v Česku. Jedná se o statistickou oblast Eurostatu úrovně NUTS 2. Jeho území je tvořeno Královéhradeckým krajem, Pardubickým krajem a Libereckým krajem.
Oblast má rozlohu 12 441 km² a na jejím území žije přibližně 1,54 milionu obyvatel.

## Členění regionu
| (CZ-)NUTS 2                                                           | (CZ-)NUTS 2                  | NUTS 3               | NUTS 3 | LAU 1                     | LAU 1  |
| region soudržnosti                                                    | kód                          | kraj                 | kód    | okres                     | kód    |
| --------------------------------------------------------------------- | ---------------------------- | -------------------- | ------ | ------------------------- | ------ |
| Severovýchod                                                          | CZ05                         | Liberecký kraj       | CZ051  | Okres Česká Lípa          | CZ0511 |
| Severovýchod                                                          | CZ05                         | Liberecký kraj       | CZ051  | Okres Jablonec nad Nisou  | CZ0512 |
| Severovýchod                                                          | CZ05                         | Liberecký kraj       | CZ051  | Okres Liberec             | CZ0513 |
| Severovýchod                                                          | CZ05                         | Liberecký kraj       | CZ051  | Okres Semily              | CZ0514 |
| Severovýchod                                                          | CZ05                         | Královéhradecký kraj | CZ052  | Okres Hradec Králové      | CZ0521 |
| Severovýchod                                                          | CZ05                         | Královéhradecký kraj | CZ052  | Okres Jičín               | CZ0522 |
| Severovýchod                                                          | CZ05                         | Královéhradecký kraj | CZ052  | Okres Náchod              | CZ0523 |
| Severovýchod                                                          | CZ05                         | Královéhradecký kraj | CZ052  | Okres Rychnov nad Kněžnou | CZ0524 |
| Severovýchod                                                          | CZ05                         | Královéhradecký kraj | CZ052  | Okres Trutnov             | CZ0525 |
| Severovýchod                                                          | CZ05                         | Pardubický kraj      | CZ053  | Okres Chrudim             | CZ0531 |
| Severovýchod                                                          | CZ05                         | Pardubický kraj      | CZ053  | Okres Pardubice           | CZ0532 |
| Severovýchod                                                          | CZ05                         | Pardubický kraj      | CZ053  | Okres Svitavy             | CZ0533 |
| Severovýchod                                                          | CZ05                         | Pardubický kraj      | CZ053  | Okres Ústí nad Orlicí     | CZ0534 |
| \| Region soudržnosti Severovýchod \| LAU 1 v oblasti Severovýchod \| |                              |                      |        |                           |        |
| Region soudržnosti Severovýchod                                       | LAU 1 v oblasti Severovýchod |                      |        |                           |        |